# Serichlamys mitis
Serichlamys mitis (лат.) — вид мух-журчалок рода Serichlamys из подсемейства Microdontinae (Syrphidae). Эндемик Бразилии.

## Распространение
Встречается на территории Южной Америки: Бразилия (Salésopolis, штат Сан-Паулу).

## Описание
Муха-журчалка длиной 6,5—9,5 мм: самец 6,5-8 мм, самка 7,5-9,5 мм. Внешне этот вид больше всего похож на Serichlamys mellimitis и S. melamitis, с которыми их объединяет чёрное лицо с усиками, в которых постпедицел имеет тёмный кончик. Этот вид отличается от S. melamitis окраской лапок (коричневые с жёлтым апикальным члеником, а не полностью чёрными). Самец отличается от S. melamitis наличием срединного выступа на вентральной лопасти сурстилуса. Самка отличается от S. melamitis коричневым скутеллюмом (жёлтым у S. melamitis). От S. mellimitis  этот вид отличается наличием трех отдельных тусклых пятен на тергите 3 и коричневыми боковыми краями тергитов.

## Таксономия
Вид был впервые описан в 1940 году под названием Microdon mitis Curran, 1940, а его валидный статус подтверждён в 2025 году в ходе ревизии, проведённой голландским диптерологом Menno Reemer (Naturalis Biodiversity Center, Лейден, Нидерланды) и эквадорским энтомологом Ximo Mengual (Instituto Nacional de Biodiversidad, Кито, Эквадор).